# ستروما (سفينة)

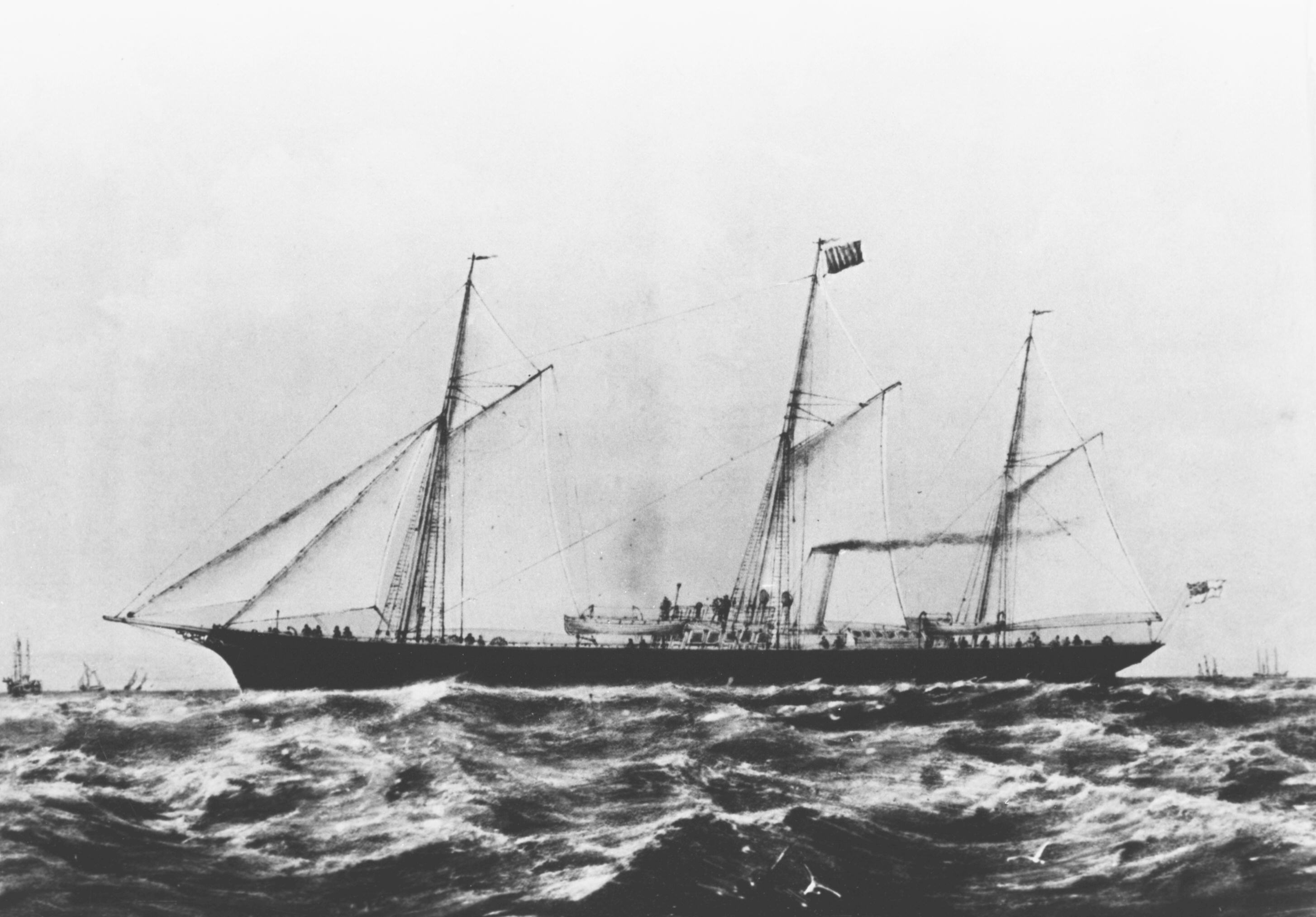

ستروما Struma سفينة استئجرت لنقل المهاجرين اليهود من رومانيا إلى فلسطين تحت الانتداب البريطاني خلال الحرب العالمية الثانية. بعد تعطل محرك السفينة في 23 فبراير 1942 سحبت السلطات التركية السفينة من إسطنبول إلى البحر الأسود. وقامت غواصة سوفييتية بإطلاق طوربيد عليها وأغرقتها في ساعات فقتل 768 رجلًا وامرأةً وطفلًا ونجى شخص واحد فقط، وكانت أعداد الضحايا من أكبر الخسائر البحرية في الحرب العالمية الثانية.